# Орловська Світлана
Орловська Світлана (нар. 1976) — українська телеведуча, журналіст. Генеральний продюсер телеканалу «Прямий». Володар премії "Перспектива (премія Жінка III тисячоліття) (2006) та «Людина року» (2018) у категорії «Телевізійний журналіст року».

## Біографія
Народилася 1976 року. 1998 року Закінчила Київський державний університет, факультет журналістики, відділ теле і радіожурналістика.
Працювала на телеканалах: «Ера», «NewsOne», «112».
З серпня 2017 року — телеведуча вечірніх рубрик телеканалу «Прямий».
2019 року призначена генеральним продюсером телеканалу «Прямий».